# Grenville (ancienne circonscription fédérale)
Pour les articles homonymes, voir Grenville.
Grenville fut une circonscription électorale fédérale de l'Ontario, représentée de 1904 à 1925.
La circonscription de Grenville a été créée en 1903 avec des parties de Grenville-Sud et de Leeds-Nord et Grenville-Nord. Abolie en 1924, elle fut distribuée dans Grenville—Dundas.

## Géographie
En 1904, la circonscription de Grenville comprenait:
- Les comtés de Grenville

## Députés
1. 1904-1921 — John Dowsley Reid, CON
2. 1921-1922 — Arza Clair Casselman, CON
3. 1922-1925 — Arthur Meighen, CON

- CON = Parti conservateur du Canada (ancien)